# マッサ・マルターナ
マッサ・マルターナ（伊: Massa Martana）は、イタリア共和国ウンブリア州ペルージャ県にある、人口約3,600人の基礎自治体（コムーネ）。

## 地理

### 位置・広がり

#### 隣接コムーネ
隣接するコムーネは以下の通り。括弧内のTRはテルニ県所属を示す。
- アックアスパルタ (TR)
- ジャーノ・デッルンブリア
- グアルド・カッタネーオ
- スポレート
- トーディ

### 気候分類・地震分類
マッサ・マルターナにおけるイタリアの気候分類 (it) および度日は、zona E, 2262 GGである。
また、イタリアの地震リスク階級 (it) では、zona 2 (sismicità media) に分類される。

## 行政

### 分離集落
マッサ・マルターナには、以下の分離集落（フラツィオーネ）がある。
- Castel Rinaldi, Colpetrazzo, Mezzanelli, Montignano,Castelvecchio, Viepri, Villa San Faustino

## 文化・観光
「イタリアの最も美しい村」クラブ加盟コムーネである。